# قصص رعب حقيقية
قصص رعب حقيقية (باليابانية: ほんとにあった怖い話) هو مسلسل رعب ياباني يعرض سنوياً على قناة تلفزيون فوجي. القصص مستندة من تجارب واقعية من قبل أناس حقيقيين يقومون بأرسالها إلى القناة ويتم اختيار أكثر القصص رعباً ليتم تمثيلها من قبل عدد من الممثلين اليابانيين، مع ذلك فالأسماء والأماكن والمنظمات يتم تغييرها.

## الحلقات

### حلقة 2012
عرضت الحلقة يوم 18 آب 2012 وحصلت على نسبة مشاهدة 16% واحتوت الحلقة على خمسة قصص وهي:
- المخالب الحمراء (باليابانية: 赤い爪)
- غرفة المرضى الملعونة (باليابانية: 呪われた病室)
- امرأة على الكتف الأيمن (باليابانية: 右肩の女)
- قطار منتصف الليل الأخير (باليابانية: 真夜中の最終列車)
- حادثة الصيف (باليابانية: 或る夏の出来事)

### حلقة 2013
عرضت الحلقة يوم 17 آب 2013 وحصلت على نسبة مشاهدة 13% واحتوت الحلقة على خمسة قصص وهي:
- هنالك أشباح في الطابق الثاني (باليابانية: 2階が怖い)
- المستشفى X (باليابانية: Xホスピタル)
- الظل الأسود (باليابانية: 影の暗示)
- ذعر كبير في المدرسة الثانوية (باليابانية: 女子高大パニック)
- الدمية المفضلة (باليابانية: 蠢く人形)

### حلقة 2015
عرضت الحلقة يوم 29 آب 2015 وحصلت على نسبة مشاهدة 11% واحتوت الحلقة على ستة قصص وهي:
- يلازمني أينما ذهبت (باليابانية: どこまでも憑いてくる)
- العائلة في آخر الرواق  (باليابانية: 憑依の祠)
- تقرير في يومٍ عاصف (باليابانية: 奇々怪々女子寮)
- كل يومٍ أسود (باليابانية: 嵐の中の通報)
- ساكن الضريح (باليابانية: 黒い日常)
- مهجع السيدات الغريب (باليابانية: つきあたりの家族)

### حلقة 2016
عرضت الحلقة يوم 20 آب 2016 وحصلت على نسبة مشاهدة 10.6% واحتوت الحلقة على ستة قصص وهي:
- من خلال الخزانة (باليابانية: 押し入れが怖い)
- شخصٌ ما في المصعد (باليابانية: もう1人のエレベーター)
- غرفة مشفى عملة الخمسة ين (باليابانية: 病棟に棲む五円玉)
- اللوح النذري الملعون (باليابانية: 呪いの絵馬)
- الظل الذي يتعبك (باليابانية: 夏の知らせ)
- من البركة (باليابانية: 誘う沼)